# Estação San Francisco (Metro de Madrid)
A Estação San Francisco é uma das estações do Metro de Madrid, situada em Madrid, entre a Estação Pan Bendito e a Estação Carabanchel Alto. Faz parte da Linha 11.

## História

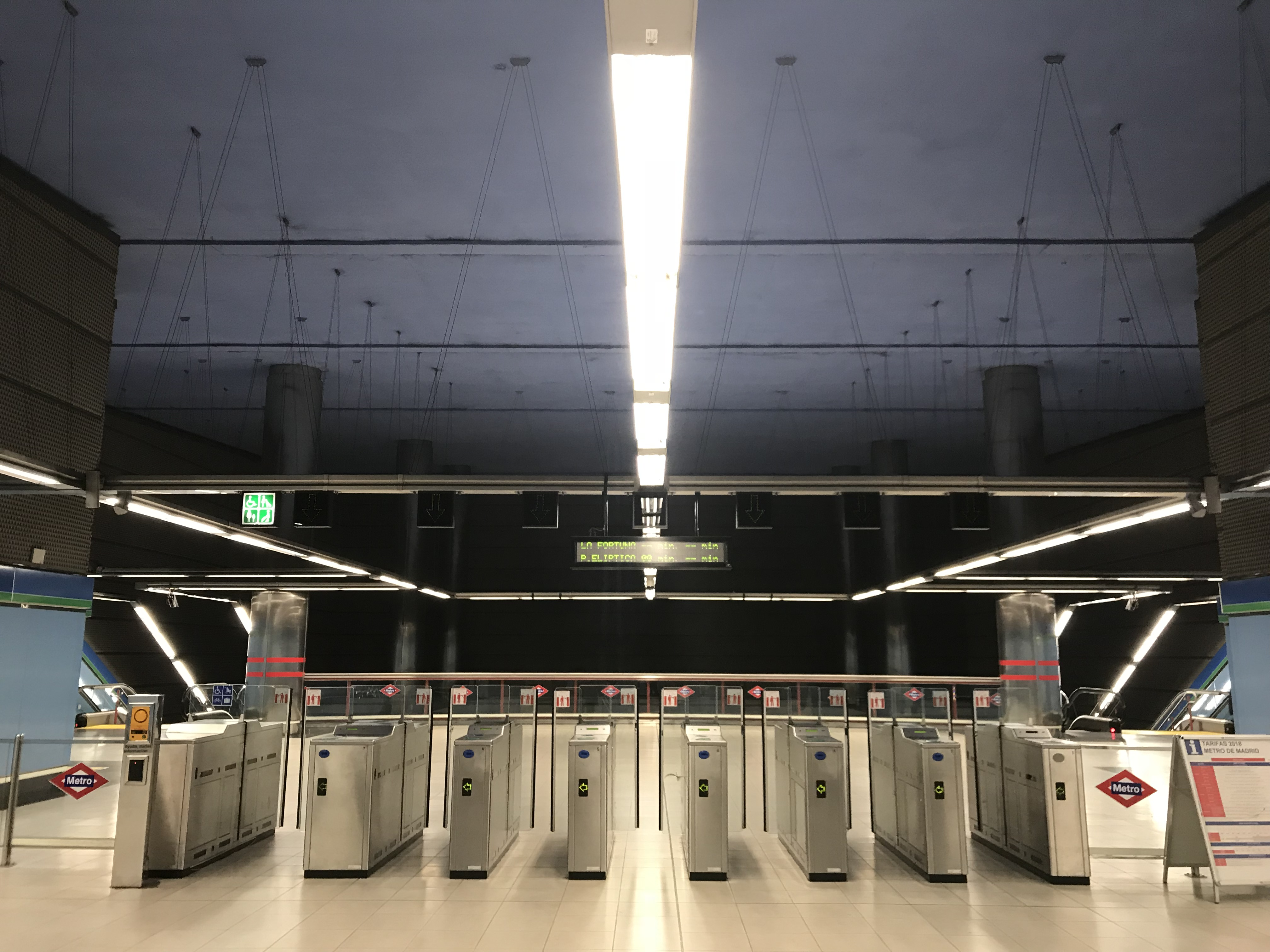
Catracas de acesso a estação.

Foi inaugurada em 18 de dezembro de 2006. Localiza-se no cruzamento da Avenida de los Poblados com a Avenida del Euro. Atende o bairro San Francisco, no distrito de Carabanchel.